# Another Country (album)
Another Country è il trentesimo album in studio del cantautore britannico Rod Stewart, pubblicato nel 2015.

## Tracce
Tutte le tracce sono state scritte da Rod Stewart e Kevin Savigar eccetto dove indicato.

Edizione Standard
1. Love Is – 3:55
2. Please – 4:22
3. Walking in the Sunshine – 4:31
4. Love and Be Loved – 2:55
5. We Can Win – 5:00 (Stewart, Chuck Kentis, Don Kirkpatrick)
6. Another Country – 3:29
7. Way Back Home – 4:35
8. Can We Stay Home Tonight? – 4:04
9. Batman Superman Spiderman – 3:34 (Stewart, Kentis, Kirkpatrick)
10. The Drinking Song – 3:38 (Stewart, Savigar, Emerson Swinford)
11. Hold the Line – 4:05 (RedOne, Tiny Island)
12. A Friend for Life – 4:42 (Steve Harley, Jim Cregan)

Edizione Deluxe - Tracce bonus
1. Every Rock'n'Roll Song to Me – 3:19 (Stewart, Savigar, Swinford)
2. One Night with You – 3:34 (Stewart, Savigar, Swinford)
3. In a Broken Dream (Python Lee Jackson featuring Rod Stewart) – 4:15 (David Keith Bentley)
4. Great Day – 3:38 (Stewart, Savigar, Swinford)
5. Last Train Home – 4:36 (Stewart, Avery Kentis)